# Kimberly Wyatt
Kimberly Kaye Wyatt, (Warrensburg, 4 de fevereiro de 1982) é uma cantora, compositora e dançarina norte-americana. Sua extensa carreira começou aos sete anos de idade, onde ela estudou em escolas de prestígio como The Joffrey Ballet, Steps e Broadway Dance Centre em Nova York. Depois de deixar o grupo, ela se tornou jurada do programa de talentos "Got To Dance`" exibido pelo canal de TV Sky 1 HD, onde ela critica e aconselha os futuros talentos do mundo da dança. Foi dançarina no grupo burlesco Pussycat Dolls.

## Biografia
Wyatt nasceu em Warrensburg, Missouri, uma cidade perto de Kansas City, e é descendente de
ingleses, escoceses, alemães e Suíços-Alemães. Ela começou a dançar aos sete anos de idade. Aos 14 anos, ela ganhou uma bolsa de estudos para estudar no Joffrey Ballet de Nova York e no Broadway Dance Center. Com  dezessete anos de idade, ela se formou no colegial e voou para Las Vegas para fazer audições para shows de cruzeiros e cassinos. Ela trabalhou em um teatro de revista no Explorer of the Seas da Royal Caribbean por dois anos.

## Carreira

### 2001–2010:The Pussycat Dolls
Em 2001 se mudou para Los Angeles e seguiu com sua carreira de dança, apesar de uma oferta para dançar no Hubbard St. Dance em Chicago. No ano seguinte, 2002, ela trabalhou como bailarina no show de comédia, Cedric the Entertainer Presents.
Em 2003, Kimbely Wyatt participou do videoclipe do single "Shut Up", do Black Eyed Peas", ao lado da também ex-Pussycat Dolls Carmit Bachar, além disso, Kimberly foi coreógrafa e diretora do videoclipe de Nick Lachey. Durante as gravações do videoclipe, Robin Antin, coreógrafa e fundadora do grupo The Pussycat Dolls convidou Wyatt para se juntar ao grupo.
Ela é conhecida por sua dança e por conseguir realizar um espacate, que era realizado na maioria dos videoclipes e apresentações das Pussycat Dolls. Em entrevista ao programa britânico Loose Women, Kimberly disse que "a perna tornou-se uma celebridade com seus próprios direitos". Devido a sua flexibilidade, seu apelido, dentro do grupo, era "Flexy Doll". O primeiro papel vocal de Kimbely Wyatt veio apenas na versão de luxo do segundo álbum do grupo, "Doll Domination", onde ela interpreta a canção "Don't Want to Fall In Love".

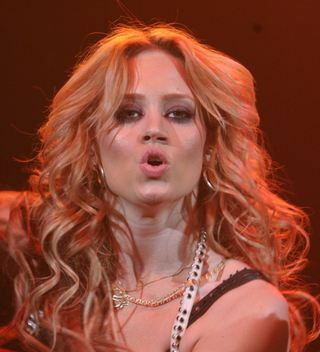
Wyatt em 2006.

Depois de Jessica Sutta, no dia 26 de Fevereiro de 2010, Kimberly anunciou que não fazia mais parte do grupo. Ela revelou que essa decisão já havia sido tomada a algum tempo, mas, ela resolveu anuncia apenas nesse momento. Ela disse que as Dolls deram a ela mais do que ela jamais esperava e poderia ter, mas, houve 'dificuldades', que forçaram ela sair. Ela se desligou das Pussycat Dolls por que não sentia-se feliz com sua posição dentro do grupo. Ela chegou a admitir que ela não considera Nicole Scherzinger sua amiga, e completou:
| “ | Eu desejo que o grupo mude, por que, eu amo o que fazemos no palco. Eu amo ser uma Pussycat Doll mas, eu não podia mais fazer isso. O dinheiro e a fama não podem comprar felicidade. Finalmente, eu acho que a felicidade é a coisa mais importante na vida e acho que eu comecei a me conhecer mais e mais. Eu não acho que a minha felicidade esteja dentro do grupo agora. | ” |
|   | — Kimberly Wyatt, . |   |

Como integrante do grupo, Kimberly Wyatt lançou dois álbuns e um DVD, entretanto, devido o seu papel limitado na banda e a pouca visibilidade que lhe era permitida, ela se desligou do grupo, anunciando o ocorrido no dia 26 de fevereiro de 2010.
Logo depois do ocorrido, Kimberly Wyatt comunicou aos fãs que estava trabalhando em novos projetos, os quais incluíam o reality show americano "Live To Dance" no qual era júri, o reality britânico "Got To Dance" também como júri, a sua própria marca de cosméticos "BM Beauty", seu álbum de estúdio '111' com sua nova banda, o Her Majesty & The Wolves e seu álbum solo, que conta com a participação de Paul Wall, Taio Cruz, Baby Bash, Aggro Santos, Missy Elliott, entre outros. Ela disse que o álbum contará com canções pop e eletrônica.
Em 6 de março de 2010, foi disponibilizado uma das canções de seu álbum solo, "Not Just A Doll" onde Kimbely faz referência a seu ex grupo, onde era apenas uma 'boneca', pois não podia opinar nas decisões artísticas na qual a criadora Robin Antin e sua gravadora tinham todo o poder. ".
Em 2009, Wyatt disse ao Digital Spy que ela estava gravando seu primeiro álbum solo e confirmou que ela já trabalhou com os rappers Paul Wall e Baby Bash e com produtores de "The Cold Chamber" como Mickaël no álbum. Ela disse que o álbum seria lançado dentro de um ano. Wyatt tornou-se um dos três juízes do reality show de dança da Sky1, Got to Dance, em 2010. Em setembro de 2010, foi anunciado que Got to Dance voltaria para uma segunda temporada. Naquele ano, ela também participou da faixa "Candy", de Aggro Santos. "Candy" foi a faixa principal do filme StreetDance 3D. A canção atingiu o número cinco no UK Singles Chart, tornando-se o nono top 10 de Wyatt no Reino Unido, incluindo oito (com dois números), como parte das Pussycat Dolls. Em outubro de 2010, foi anunciado que Wyatt, juntamente com Paula Abdul e Travis Payne, seria juíza no Live to Dance, a versão americana de Got to Dance. O show foi ao ar por uma temporada na CBS e não foi renovado. Taio Cruz cantou "Higher" no programa Daybreak, da ITV, e Let's Dance, da Comedy, da BBC One, com Wyatt substituindo Kylie Minogue. Em 2010, Wyatt se juntou ao ex- membro do Jupiter Rising, Spencer Nezey, formando o grupo Her Majesty & the Wolves. 

### 2011–2019: Carreira individual, Her Majesty & the Wolves e reunião com as The Pussycat Dolls
Seu álbum 111 foi lançado no Reino Unido em 11 de julho de 2011. Em 7 de março de 2013, Wyatt apareceu no Innuendo Bingo da BBC Radio 1.
Wyatt apresentou seu novo single "Derriere" pela primeira vez em um episódio de Got to Dance em 24 de fevereiro de 2013. O álbum nunca foi lançado. Em outubro de 2014, Wyatt lançou seu perfume 'Kaydance'. Em março de 2015, foi anunciado que Wyatt participaria do programa Give a Pet a Home da ITV, que funciona ao lado da RSPCA em Birmingham. Em julho de 2015, ela venceu a final do Celebrity MasterChef na BBC One, superando Sam Nixon, Rylan Clark e Scott Maslen. Em novembro de 2015, Wyatt tornou-se um Embaixador do Desporto Escolar no Reino Unido para o Youth Sport Trust , promovendo a saúde e o bem-estar das mulheres jovens através da dança.
Em novembro de 2019 a cantora se juntou com as integrantes originais para a reunião de 10 anos das The Pussycat Dolls com uma apresentação exclusiva no The X Factor: Celebrity. No mesmo dia é liberado um vídeo clipe exclusivo com uma nova música intitulada React no YouTube atingindo até hoje mais de 50 milhões de visualizações. Em janeiro de 2020 Scherzinger anuncia datas da nova turnê a The Unfinished Business Tour em todo o Reino Unido que aconteceria em 2021 mas devido a COVID-19, as datas tiveram que ser remarcadas para o próximo ano. Em setembro de 2021 a fundadora do grupo burlesco Robin Antin processa Scherzinger por exigir à mais do contrato de 2019 que lhe foi mostrado por querer controle absoluto da banda. Em outubro de 2021, a dançarina foi confirmada como uma das participantes da décima quarta temporada do Stricly Coming Dancing. Em janeiro de 2022, Nicole anuncia o cancelamento oficial da turnê do grupo depois do ocorrido.

## Vida pessoal
Wyatt ficou noiva do modelo inglês Max Rogers em setembro de 2013, depois de dois anos e meio, e eles se casaram em 22 de fevereiro de 2014. Em 18 de agosto de 2014, ela anunciou que estava grávida de seu primeiro bebê. Em 2 de dezembro de 2014, Wyatt deu à luz uma menina e a nomeou Willow. Em 24 de agosto de 2017, ela anunciou o nascimento de sua segunda filha, Maple Lyla Rogers. Atualmente mora com sua família na Inglaterra.

## Discografia

### Álbuns de estúdio
- 2010: Her Majesty And The Wolves

### Canções solo
| Ano  | Canção                     | Participação               | Álbum           |
| ---- | -------------------------- | -------------------------- | --------------- |
| 2008 | "Don't Wanna Fall in Love" |                            | Doll Domination |
| 2010 | "Not Just a Doll"          | A ser anunciado            |                 |
| 2010 | "Love Me Tonight"          | A ser anunciado            | Paul Wall       |
| 2010 | "Kiss And Tell"            | A ser anunciado            |                 |
| 2010 | "Glaciers"                 | Her Majesty And The Wolves |                 |

### Participações
| Ano  | Canção                                     | Charts | Charts | Charts | Charts | Certificações | Álbum            |
| Ano  | Canção                                     | UK     | IRL    | EUR    | POL    | Certificações | Álbum            |
| ---- | ------------------------------------------ | ------ | ------ | ------ | ------ | ------------- | ---------------- |
| 2010 | "Candy" (Aggro Santos feat Kimberly Wyatt) | 5      | 14     | 20     | 5      | - BPI: Prata  | Aggro Santos.Com |

## Filmografia
| Ano        | Título                                        | Papel                               |
| ---------- | --------------------------------------------- | ----------------------------------- |
| 2002       | Cedric the Entertainer Presents               | Dançarina                           |
| 2004       | Starsky & Hutch                               | Dançarina de palco                  |
| 2004       | 13 Going on 30                                | Dançarina                           |
| 2005       | Be Cool                                       | Pussycat Doll                       |
| 2008       | Celebracadabra                                | Ela mesma                           |
| 2009       | Just Dance                                    | Dançarina                           |
| 2009       | Poor Paul                                     | Atriz                               |
| 2009–2014  | Got to Dance                                  | Jurada                              |
| 2010       | Shooting Stars                                | Participação (como Kimberley White) |
| 2010       | Never Mind the Buzzcocks                      | Participação                        |
| 2011       | Live to Dance                                 | Jurada                              |
| 2011       | Daybreak                                      | Apresentou "Higher" com Taio Cruz   |
| 2011       | Celebrity Juice                               | Participação                        |
| 2011       | Chris Moyles' Quiz Night                      | Participação                        |
| 2011, 2012 | Ask Rhod Gilbert                              | Participação                        |
| 2011       | 8 Out Of 10 Cats                              | Ela mesma                           |
| 2012       | Mad Mad World                                 | Ela mesma                           |
| 2012       | Britain Unzipped                              | Ela mesma                           |
| 2012       | The Xtra Factor                               | Participação                        |
| 2013       | Fake Reaction                                 | Participação                        |
| 2013       | Got to Dance - Tylko Taniec (Poland)          | Jurada                              |
| 2014       | The Jump                                      | Ela mesma                           |
| 2014       | Duck Quacks Don't Echo                        | Ela mesma                           |
| 2014       | Sweat the Small Stuff                         | Ela mesma                           |
| 2015       | Give a Pet a Home                             | Ela mesma                           |
| 2015       | Murder in Successville                        | Ela mesma (1 episódio)              |
| 2015       | Celebrity MasterChef                          | Vencendora                          |
| 2015       | Through the Keyhole                           | Participação                        |
| 2015       | Storage Hunters: Celebrity Special            | Participante                        |
| 2016       | Bruce's Hall of Fame with Alexander Armstrong | Participante                        |
| 2016       | Now You See It                                | Participante                        |
| 2016       | The Saturday Show                             | Participação                        |
| 2016       | Lorraine                                      | Kimberly's Kitchen Garden           |
| 2016       | Taking The Next Step                          | Jurada                              |
| 2017       | The Keith & Paddy Picture Show                | Penny Johnson                       |